# Pardosa vancouveri
Pardosa vancouveri es una especie de araña araneomorfa del género Pardosa, familia Lycosidae. Fue descrita científicamente por Emerton en 1917.
Habita en Canadá (Columbia Británica) y los Estados Unidos (Oregón, Washington). Se encuentra en pantanos, pastizales y praderas y la madurez se alcanza en la primavera.